# Convento dei Battendieri
Il convento dei Battendieri è un'antica struttura monastica sita a Taranto nei pressi del Mar Piccolo.

## Origine del nome
Il nome del convento deriva dall’operazione di battere la lana delle pecore.

## Storia
Nei primi anni del XVI secolo, i frati cappuccini costruirono un convento "in loco veteri Cappuccinorum"  nella zona del Galeso, ma lo abbandonarono a causa del terreno paludoso. Nel 1597, quindi, edificarono un nuovo edificio lungo il fiume Cervaro, probabilmente vicino a un tempio dedicato a Diana divinità romana corrispondente dell'Artemide greca e dea della caccia. 
I frati si occupavano principalmente della lavorazione della lana attraverso la follatura utilizzando una gualchiera ed erano dediti alla realizzazione di sai. L'edificio, situato su un terreno donato da Francesco Marrese, divenne una masseria privata nel 1867.

## Descrizione
Il portale d'ingresso del convento e della chiesa si affaccia a nord e la struttura della chiesa, seguendo la tradizione dei cappuccini, 
presenta una semplice struttura a nave unica e a due campate, con un'attenzione architettonica particolare nei dettagli dei modanature delle cornici.
A circa un chilometro è presente la Riserva naturale regionale orientata Palude La Vela.